# Red Velvet - Irene & Seulgi
Red Velvet - Irene & Seulgi (también conocido como Irene & Seulgi) es la primera subunidad del grupo surcoreano Red Velvet. Está compuesto por dos integrantes: Irene y Seulgi. El dúo debutó con el miniálbum Monster el 6 de julio de 2020.

## Historia

### 2020-2024: Formación y debut conMonster
Antes del debut de Irene y Seulgi en Red Velvet, publicaron un vídeo ensayando la coreografía de «Be Natural» como parte de SM Rookies. Su cover fue bien recibido por el público y Lee Soo-man, lo que eventualmente motivó la creación de su subunidad.
El 21 de abril de 2020, SM Entertainment reveló que Irene y Seulgi formarían la primera subunidad de Red Velvet. El mismo día, se anunció que la subunidad lanzaría su primer EP en junio. El lanzamiento del miniálbum se pospuso más tarde con el argumento de que el disco necesitaba producción adicional para lograr una música de mayor calidad.
El 6 de julio, presentaron a través del canal oficial de SM Town el videoclip de «Monster». En las primeras 24 horas, el vídeo recibió más de 11 millones de reproducciones, siendo el mejor resultado entre las subunidades de SM Entertainment después del vídeo de «Lil' Touch» de Oh!GG, lanzado en septiembre de 2018. Con el lanzamiento de su álbum debut, se convirtieron en la subunidad femenina más vendida en Corea del Sur en 2020. El dúo hizo su presentación debut el 10 de julio en Music Bank. Del 8 de julio al 8 de septiembre, el dúo también protagonizó su propio programa de telerrealidad, un spin-off de Level Up Project! de su grupo. El 18 de agosto, Irene & Seulgi apareció y actuó en Time 100 Talks, una serie de eventos en vivo en la que los líderes mundiales hablan sobre soluciones innovadoras a problemas globales urgentes y fomentan la acción interdisciplinaria entre las partes interesadas. Antes de su actuación de «Monster», también ofrecieron un mensaje de agradecimiento y apoyo a los líderes durante la pandemia de COVID-19.

### 2025: Primer regreso conTilt
El 14 de abril anunciaron el Balance Tour, que iniciaría el 14 de junio en Seúl.[cita requerida] El 8 de mayo fue anunciado su segundo EP Tilt, con una fecha de lanzamiento fijada para el 26 de mayo.

## Miembros
- Irene (아이린)
- Seulgi (슬기)

## Discografía

### EP
| Título  | Detalles                                                                                     | Mejores posiciones | Mejores posiciones | Mejores posiciones | Mejores posiciones | Mejores posiciones | Mejores posiciones | Ventas                        | Certificación   |
| Título  | Detalles                                                                                     | COR                | BEL FL             | EUA Heat.          | EUA World          | JPN                | RU Down.           | Ventas                        | Certificación   |
| ------- | -------------------------------------------------------------------------------------------- | ------------------ | ------------------ | ------------------ | ------------------ | ------------------ | ------------------ | ----------------------------- | --------------- |
| Monster | - Lanzamiento: 6 de julio de 2020 - Discográfica(s): SM - Formato(s): CD, digital, streaming | 2                  | 188                | 12                 | 5                  | 21                 | 14                 | - COR: 232 498 - CHN: 102 404 | - KMCA: Platino |
| Tilt    | - Lanzamiento: 26 de mayo de 2025 - Discográfica: SM - Formatos: CD, digital, streaming      | 5                  | —                  | —                  | —                  | 27                 | 94                 | - COR: 171 824 - JPN: 1554    |                 |

### Sencillos
| Título                                                                            | Año  | Mejores posiciones | Mejores posiciones | Mejores posiciones | Mejores posiciones | Mejores posiciones | Mejores posiciones | Álbum   |
| Título                                                                            | Año  | COR                | COR Hot            | EUA World          | MAL                | NZ Hot             | SGP                | Álbum   |
| --------------------------------------------------------------------------------- | ---- | ------------------ | ------------------ | ------------------ | ------------------ | ------------------ | ------------------ | ------- |
| «Monster»                                                                         | 2020 | 8                  | 3                  | 7                  | 8                  | 30                 | 5                  | Monster |
| «Naughty» (놀이)                                                                  | 2020 | —                  | 99                 | 6                  | —                  | —                  | —                  | Monster |
| «Tilt»                                                                            | 2025 | —                  | —                  | —                  | —                  | —                  | —                  | Tilt    |
| «—» indica que el lanzamiento no fue lanzado o no se posicionó en ese territorio. |      |                    |                    |                    |                    |                    |                    |         |

### Otras canciones en listas
| «Diamond»                                                                         | 2020 | 55 | 83  | Monster |
| «Feel Good»                                                                       | 2020 | 54 | 86  | Monster |
| «Jelly»                                                                           | 2020 | 57 | 94  | Monster |
| «Uncover» (solo de Seulgi)                                                        | 2020 | 74 | 100 | Monster |
| «What's Your Problem?» (con Julie de Kiss of Life)                                | 2025 | 56 | —   | Tilt    |
| «Irresistible»                                                                    | 2025 | 71 | —   | Tilt    |
| «Girl Next Door»                                                                  | 2025 | 65 | —   | Tilt    |
| «Trampoline»                                                                      | 2025 | 70 | —   | Tilt    |
| «Heaven»                                                                          | 2025 | 75 | —   | Tilt    |
| «—» indica que el lanzamiento no fue lanzado o no se posicionó en ese territorio. |      |    |     |         |

## Premios y nominaciones
| Año  | Premio                  | Categoría               | Trabajo nominado | Resultado | Ref. |
| ---- | ----------------------- | ----------------------- | ---------------- | --------- | ---- |
| 2020 | 35th Golden Disc Awards | Mejor álbum             | Monster          | Nominada  |      |
| 2020 | Gaon Chart Music Awards | Canción del año (julio) | Monster          | Nominada  |      |

### Victorias en programas musicales
| Programa   | Canal | Fecha               | Ref.   |
| ---------- | ----- | ------------------- | ------ |
| Music Bank | KBS   | 17 de julio de 2020 | [ 32 ] |